# Єва Коленова
Єва Коленова (словац. Eva Kolenová; нар. 1 травня 1985, Бановці-над-Бебравою, Чехословаччина) — словацька футболістка, захисниця. Виступала за національну збірну Словаччини.

## Клубна кар'єра
Футболом розпочала займатися у 16-річному віці в клубі «Габор» (Бановці-над-Бебравою). У 18-річному віці перейшла на два роки до словацького клубу першого дивізіону МСК «Жиар-над-Гроном». Влітку 2005 року перейшла до «Слована Душла» (Шаля), в якому виступала до літа 2012 року. У 2006, 2010 та 2011 році визнавалася найкращою футболісткою Словаччини. Наприкінці червня 2012 року підписала контракт разом з одноклубницею Веронікою Шарабоковою до клубу Першого дивізіону Австрії «Альтенмаркт».

## Кар'єра в збірній
З 2003 року виступала за збірну Словаччини. Дебютувала за національну команду 15 квітня 2003 року в поєдинку проти збірної України.

### Голи за збірну
| Змагання              | Рівень       | Дата       | Місце      | Суперник           | Голи | Результат | Загалом |
| --------------------- | ------------ | ---------- | ---------- | ------------------ | ---- | --------- | ------- |
| чемпіонат Європи 2009 | кваліфікація | 2006–11–20 | Еттельбрюк | Литва              | 1    | 3–0       | 1       |
| чемпіонат світу 2011  | кваліфікація | 2010–06–23 | Прилеп     | Північна Македонія | 1    | 6–1       | 1       |
| чемпіонат світу 2015  | кваліфікація | 2014–08–21 | Самара     | Росія              | 1    | 1–3       | 1       |

## Досягнення
«Слован Душло» (Шаля)
- Чемпіонат Словаччини
  -  Чемпіон (1): 2010

- Кубок Словаччини
  -  Володар (1): 2010